# 스타크래프트: 리마스터
《스타크래프트: 리마스터》(영어: StarCraft: Remastered)는 1998년에 발매된 블리자드의 실시간 전략 게임 《스타크래프트》와 그 확장팩인 《스타크래프트: 브루드 워》의 리마스터 버전이다. 원 게임의 게임플레이 요소는 그대로이나, UHD 그래픽, 새로운 음향, 블리자드의 최신 온라인 배틀넷 2.0 시스템 등이 적용되었다. 1년이 넘은 기간에 개발이 진행되었으며, 다수의 스타크래프트 프로게이머들이 테스트에 참여하였다.
2017년 7월 30일, 블리자드 가맹 PC방 대상으로 멀티플레이어에 한해 공개되었으며, 13년 전 같은 날에 스타크래프트 프로리그에서 10만명이라는 관중을 동원해 흥행을 이뤄낸 부산 광안리 해수욕장에서 출시 축하 행사를 개최하였다.
2017년 8월 14일 전세계 정식 출시되었고, 대한민국 시각 기준으로는 8월 15일 새벽 5시에 출시되었다.

## 게임 플레이
리마스터판은 오리지널의 게임 플레이를 유지했지만 그래픽과 사운드를 향상시켰다. 리마스터된 그래픽은 4K UHD 해상도까지 지원하고, 오리지널 사운드트랙과 음향 효과가 재녹음되었다. 온라인 기능이 멀티플레이어 매치메이킹, 블리자드의 다른 게임과의 사회적 통합 등 블리자드의 최신 서비스를 지원하기 위하여 업데이트되었으며, 캠페인 진행, 리플레이, 커스텀 맵, 키보드 사용자 설정 등 블리자드의 클라우드 컴퓨터에 저장된 설정이 게임을 켤 때마다 동기화된다. 플레이어는 오리지널 게임의 승리/패배 기록을 리마스터에서도 유지하기 위하여 오리지널 게임의 온라인 계정을 블리자드의 최신 온라인 계정과 함께 사용할 수 있다. 또한, 플레이어는 오리지널과 리마스터 그래픽을 서로 전환할 수 있으며, 리마스터가 제공하는 디테일의 정도를 체험하기 위해서 여러 가지 줌 시점을 전환할 수도 있다. 리마스터판은 한국어를 포함한 13개의 언어로 번역되었다. 또한 카봇 모드가 추가되었다. 카봇 모드는 스타크래프트의 팬 애니메이션인 스타크래프츠를 모드로 바꾼 것이다.
한국어의 경우 사용자의 맞춤에 따라 한국어(완역), 한국어(음역)을 선택할 수 있다. 전자의 경우 유닛, 건물등이 완전 번역되어 있으며, 후자의 경우 유닛, 건물 등이 번역되어있지 않다. 이는 《스타크래프트》와 《스타크래프트2》 사용자 모두 고려한 것이다. 또한 선택한 언어에 따라 완역/음역된 음성과 자막이 설정된다.

## 개발
블리자드에서는 2015년에 소프트웨어 숙련자들을 대상으로 모집하는 공지를 올렸으며, 리마스터를 12개월 이상 동안에 개발하였다. 또한 게임의 원래 아티스트가 개발을 돕기 위해 귀환하였고, 이영호, 김택용, 이제동, 송병구를 비롯한 프로게이머들이 테스트 기간에 대한민국에서 피드백을 제공하였다.
마이클 모하임 블리자드 사장은 2017년 3월 26일에 서울 코엑스 오디토리움에서 열린 아이 러브 스타크래프트 행사에서 리마스터 출시를 공개적으로 발표하였다. 이후에 블리자드에서는 오리지널 게임인 《스타크래프트 앤솔로지》(StarCraft Anthology)를 무료로 공개하였고, 리마스터의 장면 일부를 포함한 업데이트를 발표하였다. 2017년 5월 12일, 블리자드에서는 원작에서 지원하는 영어, 프랑스어, 독일어, 이탈리아어, 스페인어(유럽) 음성에, 신규로 한국어를 포함하여 중국어(번체), 일본어, 폴란드어, 포르투갈어(브라질), 러시아어, 스페인어(라틴 아메리카) 음성과 자막을 추가한 것을 공개하였다.

## 발매 예정 & 예약 판매

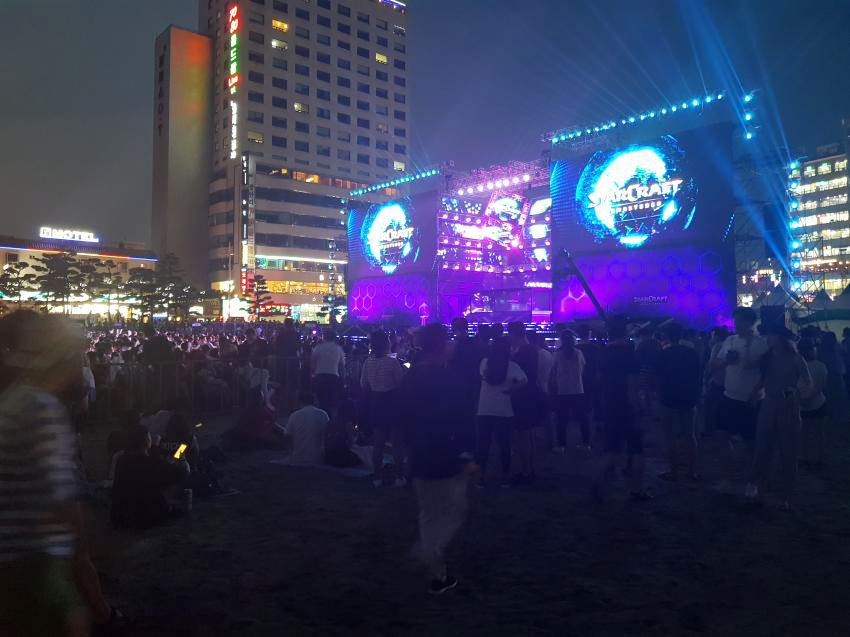
2017년 7월 30일 부산 광안리에서 진행된 《스타크래프트: 리마스터》 런칭 행사

6월 30일, 블리자드에서는 스타크래프트: 리마스터 정식 발매 예정일과 예약 판매 일정을 공개하였다. 7월 30일에 대한민국의 블리자드 가맹 PC방에서 선공개되며, 한국 시각으로 8월 15일에 정식 출시된다. 스타크래프트: 리마스터는 DLC 코드와 컴플리트 팩으로 발매된다. 예약 구매자들은 초회판 특전으로 스타크래프트: 리마스터에 사용할 수 있는 3종 건물 유닛 스킨이 제공된다. 컴플리트 팩은 블리자드 다른 게임 아이템과, 엽서, 사용 매뉴얼, 마우스 패드가 포함되어 있다. DLC 형태는 11번가와 블리자드 스토어에서 구매할 수 있으며, 컴플리트 팩 초회판은 11번가에서 단독으로 온라인으로 예약 판매를 하였다. 오프라인으로는 전국 롯데마트의 토이저러스에서 선착순으로 구매 등록을 할 수 있었다.
7월 3일, 블리자드측에서는 7월 30일에 전국 PC방 선공개와 동시에 13년 전 스타크래프트 프로리그 결승전 때 10만명이라는 관중 흥행 기록을 남긴 부산 광안리 해수욕장에서 스타크래프트: 리마스터 출시 축하 행사를 개최할 예정이라고 밝혔다. 이번 축하 행사에서는 스타크래프트: 리마스터 컴플리트 팩 현장 판매가 이뤄질 예정이며, 세계 최초의 경기로서 국기봉 대 기욤 패트리, 임요환 대 홍진호, 이윤열 대 박정석, 이제동 대 김택용 대 이영호의 경기가 치러질 예정이다.
7월 8일, 블리자드측에서 지난 6월 30일에 시작한 컴플리트 팩 초회판 예약판매를 시작한지 1시간 만에 온라인과 오프라인 모두 품절된 상태에 따른 기록으로 추가 물량이 들어와 2차 판매를 도입하기로 결정하였다. 온라인에서는 7월 11일 오전 10시부터 11번가에서 2만개를 마지막으로 추가 판매되었으며, 오프라인으로는 7월 30일에 부산 광안리 해수욕장에서 열리는 스타크래프트: 리마스터 런칭 출시 행사에서 5천개 물량으로 현장 판매된다. 또한 8월 15일부터 전국 매장 및 소매점에서 판매되는 스타크래프트: 리마스터 컴플리트 팩에는 예약 특전들이 제외된다.

### GG 투게더
7월 30일 부산 광안리 해수욕장에서 스타크래프트: 리마스터 행사 《GG 투게더》가 열렸다. 이 행사에서 이전과 현역 스타크래프트 프로그래머들의 이벤트 경기와 리마스터 카운트다운 이벤트가 있었다. 리마스터 카운트 다운 행사를 통해 동일 23시 30분부터 멀티플레이어 한정으로 스타크래프트: 리마스터가 가능하게 되었다. 또한 E스포츠의 오랜 방송사였던 OGN과 신규로 XTM과 온라인 플랫폼은 카카오TV, 유튜브, 아프리카 TV, 트위치 TV를 통해 전세계 동시 생중계 되었다.

#### 이벤트 경기
국기봉 대 기욤 패트리, 임요환 대 홍진호, 이윤열 대 박정석의 경기에서는 참가자가 각각 1승을 거두었고, 이제동 대 김택용 대 이영호의 경기에서는 이영호가 2승을 거두었다.

##### 1경기
| 2017년 7월 30일 |

| 국기봉 (Z) | 1:1              | 기욤 패트리 (P) |
| ---------- | ---------------- | --------------- |
|            | 딥퍼플           | 승              |
| 승         | 네오 정글 스토리 |                 |

| 광안리 해수욕장 |

##### 2경기
| 2017년 7월 30일 |

| 임요환 (T) | 1:1        | 홍진호 (Z) |
| ---------- | ---------- | ---------- |
|            | 투혼       | 승         |
| 승         | 신개마고원 |            |

| 광안리 해수욕장 |

##### 3경기
| 2017년 7월 30일 |

| 박정석 (P) | 1:1         | 이윤열 (T) |
| ---------- | ----------- | ---------- |
|            | 노스텔지아  | 승         |
| 승         | 네오 레퀴엠 |            |

| 광안리 해수욕장 |

##### 4경기
| 2017년 7월 30일 |

| 김택용 (P) | 1:0       | 이제동 (Z) |
| ---------- | --------- | ---------- |
| 승         | 태풍의 눈 |            |

| 광안리 해수욕장 |

| 2017년 7월 30일 |

| 김택용 (P) | 0:1           | 이영호 (T) |
| ---------- | ------------- | ---------- |
|            | 서킷 브레이커 | 승         |

| 광안리 해수욕장 |

| 2017년 7월 31일 |

| 이제동 (Z) | 0:1       | 이영호 (T) |
| ---------- | --------- | ---------- |
|            | 태풍의 눈 | 승         |

| 광안리 해수욕장 |

## 평가
2017년 3월 26일에 열린 아이 러브 스타크래프트 행사에서 이영호는 리마스터의 향상된 그래픽에 대해서 "핵폭탄을 한번 써 봤는데 그게 터지는 모습이 너무 멋있더라"라고 말했으며, 이제동 역시 “그래픽이 정말 좋아졌다. 팬들이 무엇을 상상하든 그 이상을 보게 될 것”이라고 말했다. 송병구는 “실제 플레이를 했을 때 어색하다거나 달라졌다는 점은 전혀 느낄 수 없었다”라고 말했다.

## 버전
리마스터 버전에는 v1.18부터 v1.22까지 포함되었으며, v1.23으로 개정되었고, 현재는 배포가 중단된 상태이다.